# 2018-as labdarúgó-világbajnokság-selejtező
A 2018-as labdarúgó-világbajnokság selejtezőiben dőlt el, hogy mely 31 csapat jutott ki a 2018-as labdarúgó-világbajnokságra, a rendező Oroszország mellett. A FIFA mind a 208 tagja nevezett és ez az első alkalom a labdarúgó-világbajnokságok történetében, hogy a FIFA valamennyi tagja részt vett a selejtezőben. Gibraltárt és Koszovót utólag, 2016-ban adták hozzá az európai selejtezőcsoporthoz, így összesen 210 csapat játszott selejtezőt.

## Részvételi jogok
| Kontinens | Hely |
| --- | --- |
| Európa (UEFA) | 13 hely (Oroszország a rendező jogán automatikus résztvevője a világbajnokságnak, így összesen 14 hely) |
| Afrika (CAF) | 5 hely                                                                                                  |
| Dél-Amerika (CONMEBOL) | 4 vagy 5 hely                                                                                           |
| Ázsia (AFC) | 4 vagy 5 hely                                                                                           |
| Észak-Amerika, Közép-Amerika, és a Karib-térség (CONCACAF) | 3 vagy 4 hely                                                                                           |
| Óceánia (OFC) | 0 vagy 1 hely (nincs biztosított hely)                                                                  |
| Megjegyzés: A dél-amerikai 5., az ázsiai 5., az észak-amerikai 4., és az óceániai csoport győztesének rájátszást kellett játszania. Ezeknek a mérkőzéseknek a párosítását sorsolással döntötték el. | |

## A világbajnokságra kijutott csapatok

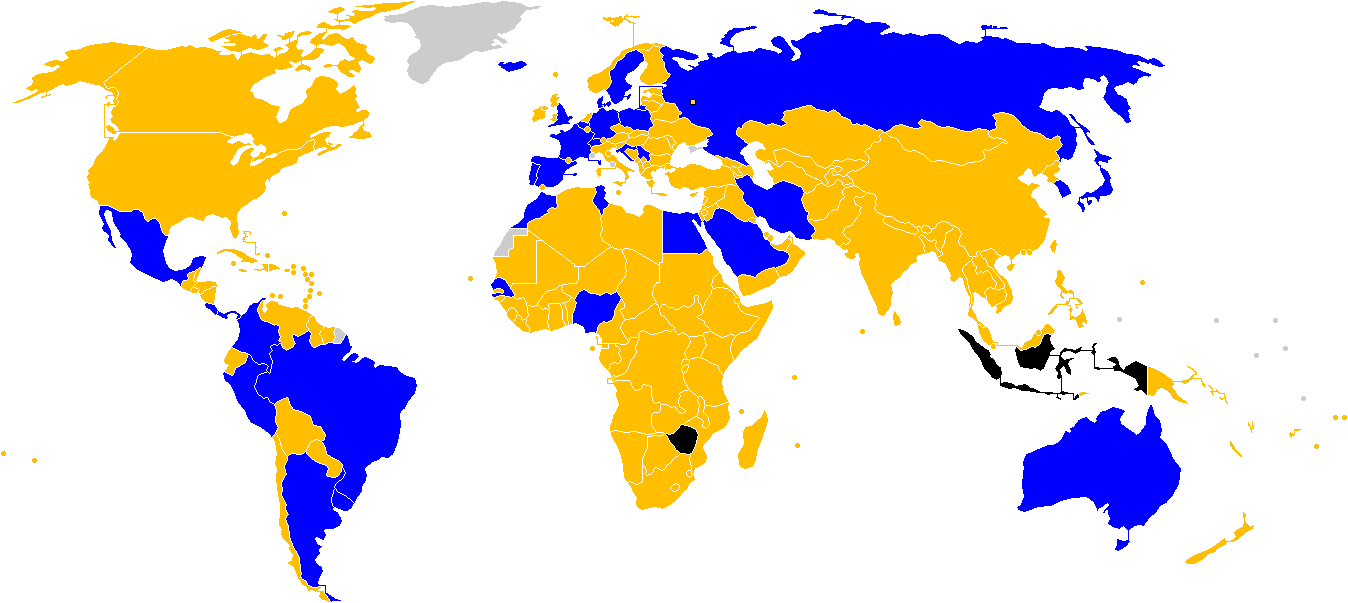

A következő csapatok vettek részt a 2018-as labdarúgó-világbajnokságon:
A kvalifikáció megszerzésének sorrendjében. A "Világbajnoki részvétel" oszlop már tartalmazza a 2018-as labdarúgó-világbajnokságot is.
| Csapat        | Kvalifikáció módja                               | Kvalifikáció időpontja | Világbajnoki részvétel | Utolsó részvétel | Legjobb eredmény                              |
| ------------- | ------------------------------------------------ | ---------------------- | ---------------------- | ---------------- | --------------------------------------------- |
| Oroszország   | Rendező                                          | 2010. december 2.      | 11                     | 2014             | 4. helyezett (1966)                           |
| Brazília      | CONMEBOL, 1. helyezett                           | 2017. március 28.      | 21                     | 2014             | Világbajnok (1958, 1962, 1970, 1994, 2002)    |
| Irán          | AFC, 3. forduló, A csoport győztese              | 2017. június 12.       | 5                      | 2014             | Csoportkör (1978, 1998, 2006, 2014)           |
| Japán         | AFC, 3. forduló, B csoport győztese              | 2017. augusztus 31.    | 6                      | 2014             | Nyolcaddöntő (2002, 2010)                     |
| Mexikó        | CONCACAF, 5. forduló, 1. helyezett               | 2017. szeptember 1.    | 16                     | 2014             | Negyeddöntő (1970, 1986)                      |
| Belgium       | UEFA, H csoport győztese                         | 2017. szeptember 3.    | 13                     | 2014             | 4. helyezett (1986)                           |
| Dél-Korea     | AFC, 3. forduló, A csoport 2. helyezett          | 2017. szeptember 5.    | 10                     | 2014             | 4. helyezett (2002)                           |
| Szaúd-Arábia  | AFC, 3. forduló, B csoport 2. helyezett          | 2017. szeptember 5.    | 5                      | 2006             | Nyolcaddöntő (1994)                           |
| Németország   | UEFA, C csoport győztese                         | 2017. október 5.       | 19                     | 2014             | Világbajnok (1954, 1974, 1990, 2014)          |
| Anglia        | UEFA, F csoport győztese                         | 2017. október 5.       | 15                     | 2014             | Világbajnok (1966)                            |
| Spanyolország | UEFA, G csoport győztese                         | 2017. október 6.       | 15                     | 2014             | Világbajnok (2010)                            |
| Nigéria       | CAF, 3. forduló, B csoport győztese              | 2017. október 7.       | 6                      | 2014             | Nyolcaddöntő (1994, 2010, 2014)               |
| Costa Rica    | CONCACAF, 5. forduló, 2. helyezett               | 2017. október 7.       | 5                      | 2014             | Negyeddöntő (2014)                            |
| Lengyelország | UEFA, E csoport győztese                         | 2017. október 8.       | 8                      | 2006             | 3. helyezett (1974, 1982)                     |
| Egyiptom      | CAF, 3. forduló, E csoport győztese              | 2017. október 8.       | 3                      | 1990             | Nyolcaddöntő (1934)                           |
| Izland        | UEFA, I csoport győztese                         | 2017. október 9.       | 1                      | –                | –                                             |
| Szerbia       | UEFA, D csoport győztese                         | 2017. október 9.       | 12                     | 2010             | 4. helyezett (1930, 1962)                     |
| Portugália    | UEFA, B csoport győztese                         | 2017. október 10.      | 7                      | 2014             | 3. helyezett (1966)                           |
| Franciaország | UEFA, A csoport győztese                         | 2017. október 10.      | 15                     | 2014             | Világbajnok (1998)                            |
| Uruguay       | CONMEBOL, 2. helyezett                           | 2017. október 10.      | 13                     | 2014             | Világbajnok (1930, 1950)                      |
| Argentína     | CONMEBOL, 3. helyezett                           | 2017. október 10.      | 17                     | 2014             | Világbajnok (1978, 1986)                      |
| Kolumbia      | CONMEBOL, 4. helyezett                           | 2017. október 10.      | 6                      | 2014             | Negyeddöntő (2014)                            |
| Panama        | CONCACAF, 5. forduló, 3. helyezett               | 2017. október 10.      | 1                      | –                | –                                             |
| Szenegál      | CAF, 3. forduló, D csoport győztese              | 2017. november 10.     | 2                      | 2002             | Negyeddöntő (2002)                            |
| Marokkó       | CAF, 3. forduló, C csoport győztese              | 2017. november 11.     | 5                      | 1998             | Nyolcaddöntő (1998)                           |
| Tunézia       | CAF, 3. forduló, A csoport győztese              | 2017. november 11.     | 5                      | 2006             | Csoportkör (1978, 1998, 2002, 2006)           |
| Svájc         | UEFA, pótselejtezők                              | 2017. november 12.     | 11                     | 2014             | Negyeddöntő (1934, 1938, 1954)                |
| Horvátország  | UEFA, pótselejtezők                              | 2017. november 12.     | 5                      | 2014             | 3. helyezett (1998)                           |
| Svédország    | UEFA, pótselejtezők                              | 2017. november 13.     | 12                     | 2006             | 2. helyezett (1958)                           |
| Dánia         | UEFA, pótselejtezők                              | 2017. november 14.     | 5                      | 2010             | Negyeddöntő (1998)                            |
| Ausztrália    | Interkontinentális pótselejtezők, CONCACAF – AFC | 2017. november 15.     | 5                      | 2014             | Nyolcaddöntő (2006)                           |
| Peru          | Interkontinentális pótselejtezők, OFC – CONMEBOL | 2017. november 15.     | 5                      | 1982             | Negyeddöntő (1970), Második csoportkör (1978) |

Jegyzetek
1. ↑  Oroszországnak ez a 4. szereplése a világbajnokságokon. Ugyanakkor Oroszország a FIFA szerint a Szovjetunió jogutódja, amely korábban 7-szer szerepelt a világbajnokságokon.
2. ↑  Oroszország legjobb eredménye a csoportkör 1994-ben, 2010-ben és  2014-ben. Ugyanakkor Oroszország a FIFA szerint a Szovjetunió jogutódja, a táblázatban írt eredményt Szovjetunió érte el.
3. ↑  Németország 1951 és 1990 között NSZK-ként, külön szerepelt az NDK-tól.
4. ↑  Szerbiának ez a 2. szereplése a világbajnokságokon. Ugyanakkor Szerbia a FIFA szerint Jugoszlávia és Szerbia és Montenegró jogutódja, amelyek korábban 10-szer szerepeltek a világbajnokságokon.
5. ↑  1930-ban hivatalosan nem játszottak mérkőzést a 3. helyért. Az Egyesült Államok és Jugoszlávia egyaránt kikapott az elődöntőben. Ugyanakkor a FIFA írásaiban 3. és 4. helyezettként szerepelnek a csapatok.[2]

## Selejtezők
A selejtezők sorsolását 2015. július 25-én tartották Szentpéterváron.
Oroszország a rendező jogán a világbajnokság automatikus résztvevője. A címvédő Németország nem kapott automatikusan járó részvételi helyet, ezért részt vett a selejtezőn.

Sorrend meghatározása
A selejtezők során a csoportokban a következők szerint kellett meghatározni a sorrendet:
1. több szerzett pont az összes mérkőzésen (egy győzelemért 3 pont, egy döntetlenért 1 pont jár, a vereségért nem jár pont)
2. jobb gólkülönbség az összes mérkőzésen
3. több lőtt gól az összes mérkőzésen
4. több szerzett pont az azonosan álló csapatok között lejátszott mérkőzéseken
5. jobb gólkülönbség az azonosan álló csapatok között lejátszott mérkőzéseken
6. több lőtt gól az azonosan álló csapatok között lejátszott mérkőzéseken
7. több idegenben szerzett gól (ha két csapat áll azonosan)
8. rájátszás mérkőzés semleges helyszínen, hosszabbítással és büntetőkkel

### Afrika (CAF)
(5 hely)
Afrikából öt válogatott jutott ki automatikusan a világbajnokságra. Az Afrikai Labdarúgó-szövetség (CAF) 2015. január 14-én hagyta jóvá a lebonyolítás formáját.
Az afrikai selejtező fordulói:
- Első forduló: 26 csapat vett részt (a 28–53. helyen rangsoroltak). A csapatok oda-visszavágós rendszerben mérkőztek, a párosítások győztesei továbbjutottak a második fordulóba.
- Második forduló: 40 csapat vett részt (az 1–27. helyen rangsoroltak és az első forduló 13 továbbjutója). A csapatok oda-visszavágós rendszerben mérkőztek, a párosítások győztesei továbbjutottak a harmadik fordulóba.
- Harmadik forduló: 20 csapat vett részt (a harmadik forduló 20 továbbjutója). A csapatokat öt darab négycsapatos csoportba sorsolták, ahol körmérkőzéses oda-visszavágós rendszerben mérkőztek meg egymással. Az öt csoportgyőztes kijutott a világbajnokságra.

A harmadik forduló végeredménye
A csoport
| Hely. | Csapat    | M | Gy | D | V | G+ | G– | Gk | P  | Továbbjutás                                   |     | Tunézia | Kongói Demokratikus Köztársaság | Líbia | Guinea |
| ----- | --------- | - | -- | - | - | -- | -- | -- | -- | --------------------------------------------- | --- | ------- | ------------------------------- | ----- | ------ |
| 1.    | Tunézia   | 6 | 4  | 2 | 0 | 11 | 4  | +7 | 14 | Kijutott a 2018-as labdarúgó-világbajnokságra |     | —       | 2–1                             | 0–0   | 2–0    |
| 2.    | Kongói DK | 6 | 4  | 1 | 1 | 14 | 7  | +7 | 13 |                                               |     | 2–2     | —                               | 4–0   | 3–1    |
| 3.    | Líbia     | 6 | 1  | 1 | 4 | 4  | 10 | −6 | 4  |                                               | 0–1 | 1–2     | —                               | 1–0   |        |
| 4.    | Guinea    | 6 | 1  | 0 | 5 | 6  | 14 | −8 | 3  |                                               | 1–4 | 1–2     | 3–2                             | —     |        |

B csoport
| Hely. | Csapat  | M | Gy | D | V | G+ | G– | Gk | P  | Továbbjutás                                   |     | Nigéria | Zambia | Kamerun | Algéria |
| ----- | ------- | - | -- | - | - | -- | -- | -- | -- | --------------------------------------------- | --- | ------- | ------ | ------- | ------- |
| 1.    | Nigéria | 6 | 4  | 1 | 1 | 11 | 6  | +5 | 13 | Kijutott a 2018-as labdarúgó-világbajnokságra |     | —       | 1–0    | 4–0     | 3–1     |
| 2.    | Zambia  | 6 | 2  | 2 | 2 | 8  | 7  | +1 | 8  |                                               |     | 1–2     | —      | 2–2     | 3–1     |
| 3.    | Kamerun | 6 | 1  | 4 | 1 | 7  | 9  | −2 | 7  |                                               | 1–1 | 1–1     | —      | 2–0     |         |
| 4.    | Algéria | 6 | 1  | 1 | 4 | 6  | 10 | −4 | 4  |                                               | 3–0 | 0–1     | 1–1    | —       |         |

C csoport
| Hely. | Csapat           | M | Gy | D | V | G+ | G– | Gk  | P  | Továbbjutás                                   |     | Marokkó | Elefántcsontpart | Gabon | Mali |
| ----- | ---------------- | - | -- | - | - | -- | -- | --- | -- | --------------------------------------------- | --- | ------- | ---------------- | ----- | ---- |
| 1.    | Marokkó          | 6 | 3  | 3 | 0 | 11 | 0  | +11 | 12 | Kijutott a 2018-as labdarúgó-világbajnokságra |     | —       | 0–0              | 3–0   | 6–0  |
| 2.    | Elefántcsontpart | 6 | 2  | 2 | 2 | 7  | 5  | +2  | 8  |                                               |     | 0–2     | —                | 1–2   | 3–1  |
| 3.    | Gabon            | 6 | 1  | 3 | 2 | 2  | 7  | −5  | 6  |                                               | 0–0 | 0–3     | —                | 0–0   |      |
| 4.    | Mali             | 6 | 0  | 4 | 2 | 1  | 9  | −8  | 4  |                                               | 0–0 | 0–0     | 0–0              | —     |      |

D csoport
| Hely. | Csapat                  | M | Gy | D | V | G+ | G– | Gk | P  | Továbbjutás                                   |     | Szenegál | Burkina Faso | Zöld-foki Köztársaság | Dél-afrikai Köztársaság |
| ----- | ----------------------- | - | -- | - | - | -- | -- | -- | -- | --------------------------------------------- | --- | -------- | ------------ | --------------------- | ----------------------- |
| 1.    | Szenegál                | 6 | 4  | 2 | 0 | 10 | 3  | +7 | 14 | Kijutott a 2018-as labdarúgó-világbajnokságra |     | —        | 0–0          | 2–0                   | 2–1                     |
| 2.    | Burkina Faso            | 6 | 2  | 3 | 1 | 10 | 6  | +4 | 9  |                                               |     | 2–2      | —            | 4–0                   | 1–1                     |
| 3.    | Zöld-foki Köztársaság   | 6 | 2  | 0 | 4 | 4  | 12 | −8 | 6  |                                               | 0–2 | 0–2      | —            | 2–1                   |                         |
| 4.    | Dél-afrikai Köztársaság | 6 | 1  | 1 | 4 | 7  | 10 | −3 | 4  |                                               | 0–2 | 3–1      | 1–2          | —                     |                         |

1. ↑  A FIFA mérkőzés újrajátszását rendelte el, miután az eredeti mérkőzés játékvezetőjét, Joseph Lamptey-t végleg eltiltotta.[7] Az eredeti mérkőzést a Dél-afrikai Köztársaság nyerte 2–1-re.

E csoport
| Hely. | Csapat   | M | Gy | D | V | G+ | G– | Gk | P  | Továbbjutás                                   |     | Egyiptom | Uganda | Ghána | Kongói Köztársaság |
| ----- | -------- | - | -- | - | - | -- | -- | -- | -- | --------------------------------------------- | --- | -------- | ------ | ----- | ------------------ |
| 1.    | Egyiptom | 6 | 4  | 1 | 1 | 8  | 4  | +4 | 13 | Kijutott a 2018-as labdarúgó-világbajnokságra |     | —        | 1–0    | 2–0   | 2–1                |
| 2.    | Uganda   | 6 | 2  | 3 | 1 | 3  | 2  | +1 | 9  |                                               |     | 1–0      | —      | 0–0   | 1–0                |
| 3.    | Ghána    | 6 | 1  | 4 | 1 | 7  | 5  | +2 | 7  |                                               | 1–1 | 0–0      | —      | 1–1   |                    |
| 4.    | Kongó    | 6 | 0  | 2 | 4 | 5  | 12 | −7 | 2  |                                               | 1–2 | 1–1      | 1–5    | —     |                    |

### Ázsia (AFC)
(4 vagy 5 hely)
Összesen 46 ázsiai válogatott vett részt a selejtezőn. Ázsiából négy válogatott jutott ki automatikusan a világbajnokságra, az ötödik helyezett csapatnak interkontinentális pótselejtezőt kellett játszania.
Az ázsiai selejtező fordulói:
- Első forduló: 12 csapat vett részt (a 35–46. helyen rangsoroltak), a csapatok oda-visszavágós rendszerben mérkőztek, a párosítások győztesei továbbjutottak a második fordulóba.
- Második forduló: 40 csapat vett részt (az 1–34. helyen rangsoroltak és az első forduló 6 továbbjutója). A csapatokat nyolc darab ötcsapatos csoportba sorsolták, ahol körmérkőzéses oda-visszavágós rendszerben mérkőztek meg egymással. A nyolc csoportgyőztes és a négy legjobb második helyezett továbbjutott a harmadik fordulóba és kijutott a 2019-es Ázsia-kupára.
- Harmadik forduló: 12 csapat vett részt (a második forduló 12 továbbjutója). A csapatokat két darab hatcsapatos csoportba sorsolták, ahol körmérkőzéses oda-visszavágós rendszerben mérkőztek meg egymással. A két csoportgyőztes kijutott a világbajnokságra, a harmadik helyezettek pótselejtező mérkőzést játszottak.
- Negyedik forduló: A harmadik forduló két harmadik helyezett csapata oda-visszavágós rendszerben mérkőzött meg. A győztes interkontinentális pótselejtezőn vett részt.

A harmadik forduló végeredménye
A csoport
| Hely. | Csapat      | M  | Gy | D | V | G+ | G– | Gk | P  | Továbbjutás                         |     | Irán | Dél-Korea | Szíria | Üzbegisztán | Kína | Katar |
| ----- | ----------- | -- | -- | - | - | -- | -- | -- | -- | ----------------------------------- | --- | ---- | --------- | ------ | ----------- | ---- | ----- |
| 1.    | Irán        | 10 | 6  | 4 | 0 | 10 | 2  | +8 | 22 | Kijutott a 2018-as világbajnokságra |     | —    | 1–0       | 2–2    | 2–0         | 1–0  | 2–0   |
| 2.    | Dél-Korea   | 10 | 4  | 3 | 3 | 11 | 10 | +1 | 15 | Kijutott a 2018-as világbajnokságra |     | 0–0  | —         | 1–0    | 2–1         | 3–2  | 3–2   |
| 3.    | Szíria      | 10 | 3  | 4 | 3 | 9  | 8  | +1 | 13 | Negyedik forduló                    |     | 0–0  | 0–0       | —      | 1–0         | 2–2  | 3–1   |
| 4.    | Üzbegisztán | 10 | 4  | 1 | 5 | 6  | 7  | −1 | 13 |                                     |     | 0–1  | 0–0       | 1–0    | —           | 2–0  | 1–0   |
| 5.    | Kína        | 10 | 3  | 3 | 4 | 8  | 10 | −2 | 12 |                                     | 0–0 | 1–0  | 0–1       | 1–0    | —           | 0–0  |       |
| 6.    | Katar       | 10 | 2  | 1 | 7 | 8  | 15 | −7 | 7  |                                     | 0–1 | 3–2  | 1–0       | 0–1    | 1–2         | —    |       |

B csoport
| Hely. | Csapat                  | M  | Gy | D | V | G+ | G– | Gk  | P  | Továbbjutás                         |     | Japán | Szaúd-Arábia | Ausztrália (ország) | Egyesült Arab Emírségek | Irak | Thaiföld |
| ----- | ----------------------- | -- | -- | - | - | -- | -- | --- | -- | ----------------------------------- | --- | ----- | ------------ | ------------------- | ----------------------- | ---- | -------- |
| 1.    | Japán                   | 10 | 6  | 2 | 2 | 17 | 7  | +10 | 20 | Kijutott a 2018-as világbajnokságra |     | —     | 2–1          | 2–0                 | 1–2                     | 2–1  | 4–0      |
| 2.    | Szaúd-Arábia            | 10 | 6  | 1 | 3 | 17 | 10 | +7  | 19 | Kijutott a 2018-as világbajnokságra |     | 1–0   | —            | 2–2                 | 3–0                     | 1–0  | 1–0      |
| 3.    | Ausztrália              | 10 | 5  | 4 | 1 | 16 | 11 | +5  | 19 | Negyedik forduló                    |     | 1–1   | 3–2          | —                   | 2–0                     | 2–0  | 2–1      |
| 4.    | Egyesült Arab Emírségek | 10 | 4  | 1 | 5 | 10 | 13 | −3  | 13 |                                     |     | 0–2   | 2–1          | 0–1                 | —                       | 2–0  | 3–1      |
| 5.    | Irak                    | 10 | 3  | 2 | 5 | 11 | 12 | −1  | 11 |                                     | 1–1 | 1–2   | 1–1          | 1–0                 | —                       | 4–0  |          |
| 6.    | Thaiföld                | 10 | 0  | 2 | 8 | 6  | 24 | −18 | 2  |                                     | 0–2 | 0–3   | 2–2          | 1–1                 | 1–2                     | —    |          |

Negyedik forduló
A pályaválasztókról a harmadik forduló sorsolása során döntöttek egy külön sorsolással.
| 1. csapat | Össz.Tooltip Aggregate score | 2. csapat  | 1. mérk. | 2. mérk.   |
| --------- | ---------------------------- | ---------- | -------- | ---------- |
| Szíria    | 2–3                          | Ausztrália | 1–1      | 1–2 (h.u.) |

### Dél-Amerika (CONMEBOL)
(4 vagy 5 hely)
A dél-amerikai selejtezőben 10 válogatott vett részt, amely egyetlen csoportot alkotott. A csoportban a csapatok körmérkőzéses, oda-visszavágós rendszerben mérkőztek meg egymással. Az első négy csapat kijutott a világbajnokságra, az ötödik helyezett dél-amerikai ország interkontinentális pótselejtezőn vett részt. A csoportkör párosításait (menetrendjét) 2015. július 25-én sorsolták Szentpéterváron.
A csoport végeredménye
| Hely. | Csapat    | M  | Gy | D | V  | G+ | G– | Gk  | P  | Továbbjutás                         |     | Brazília | Uruguay | Argentína | Kolumbia | Peru | Chile | Paraguay | Ecuador | Bolívia | Venezuela |
| ----- | --------- | -- | -- | - | -- | -- | -- | --- | -- | ----------------------------------- | --- | -------- | ------- | --------- | -------- | ---- | ----- | -------- | ------- | ------- | --------- |
| 1.    | Brazília  | 18 | 12 | 5 | 1  | 41 | 11 | +30 | 41 | Kijutott a 2018-as világbajnokságra |     | —        | 2–2     | 3–0       | 2–1      | 3–0  | 3–0   | 3–0      | 2–0     | 5–0     | 3–1       |
| 2.    | Uruguay   | 18 | 9  | 4 | 5  | 32 | 20 | +12 | 31 | Kijutott a 2018-as világbajnokságra |     | 1–4      | —       | 0–0       | 3–0      | 1–0  | 3–0   | 4–0      | 2–1     | 4–2     | 3–0       |
| 3.    | Argentína | 18 | 7  | 7 | 4  | 19 | 16 | +3  | 28 | Kijutott a 2018-as világbajnokságra |     | 1–1      | 1–0     | —         | 3–0      | 0–0  | 1–0   | 0–1      | 0–2     | 2–0     | 1–1       |
| 4.    | Kolumbia  | 18 | 7  | 6 | 5  | 21 | 19 | +2  | 27 | Kijutott a 2018-as világbajnokságra |     | 1–1      | 2–2     | 0–1       | —        | 2–0  | 0–0   | 1–2      | 3–1     | 1–0     | 2–0       |
| 5.    | Peru      | 18 | 7  | 5 | 6  | 27 | 26 | +1  | 26 | Interkontinetális pótselejtező      |     | 0–2      | 2–1     | 2–2       | 1–1      | —    | 3–4   | 1–0      | 2–1     | 2–1     | 2–2       |
| 6.    | Chile     | 18 | 8  | 2 | 8  | 26 | 27 | −1  | 26 |                                     |     | 2–0      | 3–1     | 1–2       | 1–1      | 2–1  | —     | 0–3      | 2–1     | 3–0     | 3–1       |
| 7.    | Paraguay  | 18 | 7  | 3 | 8  | 19 | 25 | −6  | 24 |                                     | 2–2 | 1–2      | 0–0     | 0–1       | 1–4      | 2–1  | —     | 2–1      | 2–1     | 0–1     |           |
| 8.    | Ecuador   | 18 | 6  | 2 | 10 | 26 | 29 | −3  | 20 |                                     | 0–3 | 2–1      | 1–3     | 0–2       | 1–2      | 3–0  | 2–2   | —        | 2–0     | 3–0     |           |
| 9.    | Bolívia   | 18 | 4  | 2 | 12 | 16 | 38 | −22 | 14 |                                     | 0–0 | 0–2      | 2–0     | 2–3       | 0–3      | 1–0  | 1–0   | 2–2      | —       | 4–2     |           |
| 10.   | Venezuela | 18 | 2  | 6 | 10 | 19 | 35 | −16 | 12 |                                     | 0–2 | 0–0      | 2–2     | 0–0       | 2–2      | 1–4  | 0–1   | 1–3      | 5–0     | —       |           |

1. ↑  A Chile–Bolívia mérkőzést a FIFA 3–0 arányban Chile javára írta, a bolíviai Nelson Cabrera jogosulatlan szereplése miatt.[9] A pályán elért eredmény 0–0 volt.
2. ↑  A Bolívia–Peru mérkőzést a FIFA 3–0 arányban Peru javára írta, a bolíviai Nelson Cabrera jogosulatlan szereplése miatt.[9] A pályán elért eredmény 2–0 volt.

### Európa (UEFA)
(13 hely, és a rendező Oroszország)
A lebonyolítást a 2015. március 22–23-i bécsi ülésén hagyta jóvá az UEFA.
Sorsolással hét hatcsapatos és két ötcsapatos csoportot képeztek. 2016. május 13-án Gibraltár és Koszovó is a FIFA tagja lett, emiatt utólag a csoportokat kibővítették, így kilenc, hatcsapatos csoport képezte a selejtezőt. A sorozat végén a kilenc csoportelső automatikusan kijutott a világbajnokságra. A nyolc legjobb csoportmásodik oda-visszavágós pótselejtezőt játszott. A kilencedik csoportmásodik kiesett. A pótselejtezők győztesei kijutottak a világbajnokságra.
Az első forduló végeredménye
A csoport
| Hely. | Csapat           | M  | Gy | D | V | G+ | G– | Gk  | P  | Továbbjutás                         |     | Franciaország | Svédország | Hollandia | Bulgária | Luxemburg | Fehéroroszország |
| ----- | ---------------- | -- | -- | - | - | -- | -- | --- | -- | ----------------------------------- | --- | ------------- | ---------- | --------- | -------- | --------- | ---------------- |
| 1.    | Franciaország    | 10 | 7  | 2 | 1 | 18 | 6  | +12 | 23 | Kijutott a 2018-as világbajnokságra |     | —             | 2–1        | 4–0       | 4–1      | 0–0       | 2–1              |
| 2.    | Svédország       | 10 | 6  | 1 | 3 | 26 | 9  | +17 | 19 | Pótselejtező                        |     | 2–1           | —          | 1–1       | 3–0      | 8–0       | 4–0              |
| 3.    | Hollandia        | 10 | 6  | 1 | 3 | 21 | 12 | +9  | 19 |                                     |     | 0–1           | 2–0        | —         | 3–1      | 5–0       | 4–1              |
| 4.    | Bulgária         | 10 | 4  | 1 | 5 | 14 | 19 | −5  | 13 |                                     | 0–1 | 3–2           | 2–0        | —         | 4–3      | 1–0       |                  |
| 5.    | Luxemburg        | 10 | 1  | 3 | 6 | 8  | 26 | −18 | 6  |                                     | 1–3 | 0–1           | 1–3        | 1–1       | —        | 1–0       |                  |
| 6.    | Fehéroroszország | 10 | 1  | 2 | 7 | 6  | 21 | −15 | 5  |                                     | 0–0 | 0–4           | 1–3        | 2–1       | 1–1      | —         |                  |

B csoport
| Hely. | Csapat       | M  | Gy | D | V | G+ | G– | Gk  | P  | Továbbjutás                         |     | Portugália | Svájc | Magyarország | Feröer | Lettország | Andorra |
| ----- | ------------ | -- | -- | - | - | -- | -- | --- | -- | ----------------------------------- | --- | ---------- | ----- | ------------ | ------ | ---------- | ------- |
| 1.    | Portugália   | 10 | 9  | 0 | 1 | 32 | 4  | +28 | 27 | Kijutott a 2018-as világbajnokságra |     | —          | 2–0   | 3–0          | 5–1    | 4–1        | 6–0     |
| 2.    | Svájc        | 10 | 9  | 0 | 1 | 23 | 7  | +16 | 27 | Pótselejtező                        |     | 2–0        | —     | 5–2          | 2–0    | 1–0        | 3–0     |
| 3.    | Magyarország | 10 | 4  | 1 | 5 | 14 | 14 | 0   | 13 |                                     |     | 0–1        | 2–3   | —            | 1–0    | 3–1        | 4–0     |
| 4.    | Feröer       | 10 | 2  | 3 | 5 | 4  | 16 | −12 | 9  |                                     | 0–6 | 0–2        | 0–0   | —            | 0–0    | 1–0        |         |
| 5.    | Lettország   | 10 | 2  | 1 | 7 | 7  | 18 | −11 | 7  |                                     | 0–3 | 0–3        | 0–2   | 0–2          | —      | 4–0        |         |
| 6.    | Andorra      | 10 | 1  | 1 | 8 | 2  | 23 | −21 | 4  |                                     | 0–2 | 1–2        | 1–0   | 0–0          | 0–1    | —          |         |

C csoport
| Hely. | Csapat         | M  | Gy | D | V  | G+ | G– | Gk  | P  | Továbbjutás                         |     | Németország | Észak-Írország | Csehország | Norvégia | Azerbajdzsán | San Marino |
| ----- | -------------- | -- | -- | - | -- | -- | -- | --- | -- | ----------------------------------- | --- | ----------- | -------------- | ---------- | -------- | ------------ | ---------- |
| 1.    | Németország    | 10 | 10 | 0 | 0  | 43 | 4  | +39 | 30 | Kijutott a 2018-as világbajnokságra |     | —           | 2–0            | 3–0        | 6–0      | 5–1          | 7–0        |
| 2.    | Észak-Írország | 10 | 6  | 1 | 3  | 17 | 6  | +11 | 19 | Pótselejtező                        |     | 1–3         | —              | 2–0        | 2–0      | 4–0          | 4–0        |
| 3.    | Csehország     | 10 | 4  | 3 | 3  | 17 | 10 | +7  | 15 |                                     |     | 1–2         | 0–0            | —          | 2–1      | 0–0          | 5–0        |
| 4.    | Norvégia       | 10 | 4  | 1 | 5  | 17 | 16 | +1  | 13 |                                     | 0–3 | 1–0         | 1–1            | —          | 2–0      | 4–1          |            |
| 5.    | Azerbajdzsán   | 10 | 3  | 1 | 6  | 10 | 19 | −9  | 10 |                                     | 1–4 | 0–1         | 1–2            | 1–0        | —        | 5–1          |            |
| 6.    | San Marino     | 10 | 0  | 0 | 10 | 2  | 51 | −49 | 0  |                                     | 0–8 | 0–3         | 0–6            | 0–8        | 0–1      | —            |            |

D csoport
| Hely. | Csapat   | M  | Gy | D | V | G+ | G– | Gk  | P  | Továbbjutás                         |     | Szerbia | Írország | Wales | Ausztria | Grúzia | Moldova |
| ----- | -------- | -- | -- | - | - | -- | -- | --- | -- | ----------------------------------- | --- | ------- | -------- | ----- | -------- | ------ | ------- |
| 1.    | Szerbia  | 10 | 6  | 3 | 1 | 20 | 10 | +10 | 21 | Kijutott a 2018-as világbajnokságra |     | —       | 2–2      | 1–1   | 3–2      | 1–0    | 3–0     |
| 2.    | Írország | 10 | 5  | 4 | 1 | 12 | 6  | +6  | 19 | Pótselejtező                        |     | 0–1     | —        | 0–0   | 1–1      | 1–0    | 2–0     |
| 3.    | Wales    | 10 | 4  | 5 | 1 | 13 | 6  | +7  | 17 |                                     |     | 1–1     | 0–1      | —     | 1–0      | 1–1    | 4–0     |
| 4.    | Ausztria | 10 | 4  | 3 | 3 | 14 | 12 | +2  | 15 |                                     | 3–2 | 0–1     | 2–2      | —     | 1–1      | 2–0    |         |
| 5.    | Grúzia   | 10 | 0  | 5 | 5 | 8  | 14 | −6  | 5  |                                     | 1–3 | 1–1     | 0–1      | 1–2   | —        | 1–1    |         |
| 6.    | Moldova  | 10 | 0  | 2 | 8 | 4  | 23 | −19 | 2  |                                     | 0–3 | 1–3     | 0–2      | 0–1   | 2–2      | —      |         |

E csoport
| Hely. | Csapat        | M  | Gy | D | V | G+ | G– | Gk  | P  | Továbbjutás                         |     | Lengyelország | Dánia | Montenegró | Románia | Örményország | Kazahsztán |
| ----- | ------------- | -- | -- | - | - | -- | -- | --- | -- | ----------------------------------- | --- | ------------- | ----- | ---------- | ------- | ------------ | ---------- |
| 1.    | Lengyelország | 10 | 8  | 1 | 1 | 28 | 14 | +14 | 25 | Kijutott a 2018-as világbajnokságra |     | —             | 3–2   | 4–2        | 3–1     | 2–1          | 3–0        |
| 2.    | Dánia         | 10 | 6  | 2 | 2 | 20 | 8  | +12 | 20 | Pótselejtező                        |     | 4–0           | —     | 0–1        | 1–1     | 1–0          | 4–1        |
| 3.    | Montenegró    | 10 | 5  | 1 | 4 | 20 | 12 | +8  | 16 |                                     |     | 1–2           | 0–1   | —          | 1–0     | 4–1          | 5–0        |
| 4.    | Románia       | 10 | 3  | 4 | 3 | 12 | 10 | +2  | 13 |                                     | 0–3 | 0–0           | 1–1   | —          | 1–0     | 3–1          |            |
| 5.    | Örményország  | 10 | 2  | 1 | 7 | 10 | 26 | −16 | 7  |                                     | 1–6 | 1–4           | 3–2   | 0–5        | —       | 2–0          |            |
| 6.    | Kazahsztán    | 10 | 0  | 3 | 7 | 6  | 26 | −20 | 3  |                                     | 2–2 | 1–3           | 0–3   | 0–0        | 1–1     | —            |            |

F csoport
| Hely. | Csapat    | M  | Gy | D | V | G+ | G– | Gk  | P  | Továbbjutás                         |     | Anglia | Szlovákia | Skócia | Szlovénia | Litvánia | Málta |
| ----- | --------- | -- | -- | - | - | -- | -- | --- | -- | ----------------------------------- | --- | ------ | --------- | ------ | --------- | -------- | ----- |
| 1.    | Anglia    | 10 | 8  | 2 | 0 | 18 | 3  | +15 | 26 | Kijutott a 2018-as világbajnokságra |     | —      | 2–1       | 3–0    | 1–0       | 2–0      | 2–0   |
| 2.    | Szlovákia | 10 | 6  | 0 | 4 | 17 | 7  | +10 | 18 |                                     |     | 0–1    | —         | 3–0    | 1–0       | 4–0      | 3–0   |
| 3.    | Skócia    | 10 | 5  | 3 | 2 | 17 | 12 | +5  | 18 |                                     | 2–2 | 1–0    | —         | 1–0    | 1–1       | 2–0      |       |
| 4.    | Szlovénia | 10 | 4  | 3 | 3 | 12 | 7  | +5  | 15 |                                     | 0–0 | 1–0    | 2–2       | —      | 4–0       | 2–0      |       |
| 5.    | Litvánia  | 10 | 1  | 3 | 6 | 7  | 20 | −13 | 6  |                                     | 0–1 | 1–2    | 0–3       | 2–2    | —         | 2–0      |       |
| 6.    | Málta     | 10 | 0  | 1 | 9 | 3  | 25 | −22 | 1  |                                     | 0–4 | 1–3    | 1–5       | 0–1    | 1–1       | —        |       |

G csoport
| Hely. | Csapat        | M  | Gy | D | V  | G+ | G– | Gk  | P  | Továbbjutás                         |     | Spanyolország | Olaszország | Albánia | Izrael | Észak-Macedónia | Liechtenstein |
| ----- | ------------- | -- | -- | - | -- | -- | -- | --- | -- | ----------------------------------- | --- | ------------- | ----------- | ------- | ------ | --------------- | ------------- |
| 1.    | Spanyolország | 10 | 9  | 1 | 0  | 36 | 3  | +33 | 28 | Kijutott a 2018-as világbajnokságra |     | —             | 3–0         | 3–0     | 4–1    | 4–0             | 8–0           |
| 2.    | Olaszország   | 10 | 7  | 2 | 1  | 21 | 8  | +13 | 23 | Pótselejtező                        |     | 1–1           | —           | 2–0     | 1–0    | 1–1             | 5–0           |
| 3.    | Albánia       | 10 | 4  | 1 | 5  | 10 | 13 | −3  | 13 |                                     |     | 0–2           | 0–1         | —       | 0–3    | 2–1             | 2–0           |
| 4.    | Izrael        | 10 | 4  | 0 | 6  | 10 | 15 | −5  | 12 |                                     | 0–1 | 1–3           | 0–3         | —       | 0–1    | 2–1             |               |
| 5.    | Macedónia     | 10 | 3  | 2 | 5  | 15 | 15 | 0   | 11 |                                     | 1–2 | 2–3           | 1–1         | 1–2     | —      | 4–0             |               |
| 6.    | Liechtenstein | 10 | 0  | 0 | 10 | 1  | 39 | −38 | 0  |                                     | 0–8 | 0–4           | 0–2         | 0–1     | 0–3    | —               |               |

H csoport
| Hely. | Csapat              | M  | Gy | D | V  | G+ | G– | Gk  | P  | Továbbjutás                         |     | Belgium | Görögország | Bosznia-Hercegovina | Észtország | Ciprusi Köztársaság | Gibraltár (brit tengerentúli terület) |
| ----- | ------------------- | -- | -- | - | -- | -- | -- | --- | -- | ----------------------------------- | --- | ------- | ----------- | ------------------- | ---------- | ------------------- | ------------------------------------- |
| 1.    | Belgium             | 10 | 9  | 1 | 0  | 43 | 6  | +37 | 28 | Kijutott a 2018-as világbajnokságra |     | —       | 1–1         | 4–0                 | 8–1        | 4–0                 | 9–0                                   |
| 2.    | Görögország         | 10 | 5  | 4 | 1  | 17 | 6  | +11 | 19 | Pótselejtező                        |     | 1–2     | —           | 1–1                 | 0–0        | 2–0                 | 4–0                                   |
| 3.    | Bosznia-Hercegovina | 10 | 5  | 2 | 3  | 24 | 13 | +11 | 17 |                                     |     | 3–4     | 0–0         | —                   | 5–0        | 2–0                 | 5–0                                   |
| 4.    | Észtország          | 10 | 3  | 2 | 5  | 13 | 19 | −6  | 11 |                                     | 0–2 | 0–2     | 1–2         | —                   | 1–0        | 4–0                 |                                       |
| 5.    | Ciprus              | 10 | 3  | 1 | 6  | 9  | 18 | −9  | 10 |                                     | 0–3 | 1–2     | 3–2         | 0–0                 | —          | 3–1                 |                                       |
| 6.    | Gibraltár           | 10 | 0  | 0 | 10 | 3  | 47 | −44 | 0  |                                     | 0–6 | 1–4     | 0–4         | 0–6                 | 1–2        | —                   |                                       |

I csoport
| Hely. | Csapat       | M  | Gy | D | V | G+ | G– | Gk  | P  | Továbbjutás                         |     | Izland | Horvátország | Ukrajna | Törökország | Finnország | Koszovó |
| ----- | ------------ | -- | -- | - | - | -- | -- | --- | -- | ----------------------------------- | --- | ------ | ------------ | ------- | ----------- | ---------- | ------- |
| 1.    | Izland       | 10 | 7  | 1 | 2 | 16 | 7  | +9  | 22 | Kijutott a 2018-as világbajnokságra |     | —      | 1–0          | 2–0     | 2–0         | 3–2        | 2–0     |
| 2.    | Horvátország | 10 | 6  | 2 | 2 | 15 | 4  | +11 | 20 | Pótselejtező                        |     | 2–0    | —            | 1–0     | 1–1         | 1–1        | 1–0     |
| 3.    | Ukrajna      | 10 | 5  | 2 | 3 | 13 | 9  | +4  | 17 |                                     |     | 1–1    | 0–2          | —       | 2–0         | 1–0        | 3–0     |
| 4.    | Törökország  | 10 | 4  | 3 | 3 | 14 | 13 | +1  | 15 |                                     | 0–3 | 1–0    | 2–2          | —       | 2–0         | 2–0        |         |
| 5.    | Finnország   | 10 | 2  | 3 | 5 | 9  | 13 | −4  | 9  |                                     | 1–0 | 0–1    | 1–2          | 2–2     | —           | 1–1        |         |
| 6.    | Koszovó      | 10 | 0  | 1 | 9 | 3  | 24 | −21 | 1  |                                     | 1–2 | 0–6    | 0–2          | 1–4     | 0–1         | —          |         |

Pótselejtezők
Csoportmásodikok sorrendje
| Hely. | Cs | Csapat         | M | Gy | D | V | G+ | G– | Gk  | P  | Továbbjutás             |
| ----- | -- | -------------- | - | -- | - | - | -- | -- | --- | -- | ----------------------- |
| 1.    | B  | Svájc          | 8 | 7  | 0 | 1 | 18 | 6  | +12 | 21 | Pótselejtezőt játszott. |
| 2.    | G  | Olaszország    | 8 | 5  | 2 | 1 | 12 | 8  | +4  | 17 | Pótselejtezőt játszott. |
| 3.    | E  | Dánia          | 8 | 4  | 2 | 2 | 13 | 6  | +7  | 14 | Pótselejtezőt játszott. |
| 4.    | I  | Horvátország   | 8 | 4  | 2 | 2 | 8  | 4  | +4  | 14 | Pótselejtezőt játszott. |
| 5.    | A  | Svédország     | 8 | 4  | 1 | 3 | 18 | 9  | +9  | 13 | Pótselejtezőt játszott. |
| 6.    | C  | Észak-Írország | 8 | 4  | 1 | 3 | 10 | 6  | +4  | 13 | Pótselejtezőt játszott. |
| 7.    | H  | Görögország    | 8 | 3  | 4 | 1 | 9  | 5  | +4  | 13 | Pótselejtezőt játszott. |
| 8.    | D  | Írország       | 8 | 3  | 4 | 1 | 7  | 5  | +2  | 13 | Pótselejtezőt játszott. |
| 9.    | F  | Szlovákia      | 8 | 4  | 0 | 4 | 11 | 6  | +5  | 12 |                         |

A kiemeléshez a 2017. október 16-án kiadott FIFA-világranglistát vették alapul. A mérkőzéseket 2017. november 9–11., valamint november 12–14. között játszották le.
| 1. csapat      | Össz.Tooltip Aggregate score | 2. csapat   | 1. mérk. | 2. mérk. |
| -------------- | ---------------------------- | ----------- | -------- | -------- |
| Észak-Írország | 0–1                          | Svájc       | 0–1      | 0–0      |
| Horvátország   | 4–1                          | Görögország | 4–1      | 0–0      |
| Dánia          | 5–1                          | Írország    | 0–0      | 5–1      |
| Svédország     | 1–0                          | Olaszország | 1–0      | 0–0      |

### Észak- és Közép-Amerika, Karib-térség (CONCACAF)
(3 vagy 4 hely)
Az Észak- és Közép-Amerika, Karib-térségből összesen 35 válogatott vett részt a selejtezőn. Ebből a zónából három válogatott jutott ki automatikusan a világbajnokságra, a negyedik helyezett csapatnak interkontinentális pótselejtezőt kellett játszania.
Az Észak- és Közép-Amerika, Karib-térség selejtező fordulói:
- Első forduló: 14 csapat vett részt (a 22–35. helyen rangsoroltak). A csapatok oda-visszavágós rendszerben mérkőztek, a párosítások győztesei továbbjutottak a második fordulóba.
- Második forduló: 20 csapat vett részt (a 9–21. helyen rangsoroltak és az első forduló 7 továbbjutója). A csapatok oda-visszavágós rendszerben mérkőztek, a párosítások győztesei továbbjutottak a harmadik fordulóba.
- Harmadik forduló: 12 csapat vett részt (a 7–8. helyen rangsoroltak és a második forduló 10 továbbjutója). A csapatok oda-visszavágós rendszerben mérkőztek, a párosítások győztesei továbbjutottak a negyedik fordulóba.
- Negyedik forduló: 12 csapat vett részt (az 1–6. helyen rangsoroltak és a harmadik forduló 6 továbbjutója). A csapatokat három darab négycsapatos csoportba sorsolták, ahol körmérkőzéses oda-visszavágós rendszerben mérkőztek meg egymással. A két csoportgyőztes és a két csoportmásodik továbbjutott az ötödik fordulóba.
- Ötödik forduló: 6 csapat vett részt (a negyedik forduló 6 továbbjutója). A csapatokat egy csoportot alkottak, ahol körmérkőzéses oda-visszavágós rendszerben mérkőztek meg egymással. Az első három helyezett kijutott a világbajnokságra, a negyedik helyezett interkontinentális pótselejtezőn vett részt.

Az ötödik forduló végeredménye
| Hely. | Csapat                                            | M  | Gy | D | V | G+ | G– | Gk  | P  | Továbbjutás                                   |     | Mexikó | Costa Rica | Panama | [[File:\|22x20px\|border \|alt=Honduras\|link=Honduras]] | Amerikai Egyesült Államok | Trinidad és Tobago |
| ----- | ------------------------------------------------- | -- | -- | - | - | -- | -- | --- | -- | --------------------------------------------- | --- | ------ | ---------- | ------ | -------------------------------------------------------- | ------------------------- | ------------------ |
| 1.    | Mexikó                                            | 10 | 6  | 3 | 1 | 16 | 7  | +9  | 21 | Kijutott a 2018-as labdarúgó-világbajnokságra |     | —      | 2–0        | 1–0    | 3–0                                                      | 1–1                       | 3–1                |
| 2.    | Costa Rica                                        | 10 | 4  | 4 | 2 | 14 | 8  | +6  | 16 | Kijutott a 2018-as labdarúgó-világbajnokságra |     | 1–1    | —          | 0–0    | 1–1                                                      | 4–0                       | 2–1                |
| 3.    | Panama                                            | 10 | 3  | 4 | 3 | 9  | 10 | −1  | 13 | Kijutott a 2018-as labdarúgó-világbajnokságra |     | 0–0    | 2–1        | —      | 2–2                                                      | 1–1                       | 3–0                |
| 4.    | [[File:\|22x20px\|border \|alt=\|link=]] Honduras | 10 | 3  | 4 | 3 | 13 | 19 | −6  | 13 | Interkontinentális pótselejtező               |     | 3–2    | 1–1        | 0–1    | —                                                        | 1–1                       | 3–1                |
| 5.    | Egyesült Államok                                  | 10 | 3  | 3 | 4 | 17 | 13 | +4  | 12 |                                               |     | 1–2    | 0–2        | 4–0    | 6–0                                                      | —                         | 2–0                |
| 6.    | Trinidad és Tobago                                | 10 | 2  | 0 | 8 | 7  | 19 | −12 | 6  |                                               | 0–1 | 0–2    | 1–0        | 1–2    | 2–1                                                      | —                         |                    |

### Óceánia (OFC)
(0 vagy 1 hely)
Az óceániai selejtező fordulói:
- Első forduló: a kiemelés szerinti négy legalacsonyabb helyezéssel rendelkező csapat vett részt. A négy csapat egyetlen csoportot alkotott, amelyben körmérkőzéses rendszerben mérkőztek meg egymással. A csoport első helyezettje jutott a második fordulóba. Az első forduló a 2016-os OFC-nemzetek kupájának selejtezője is volt egyben.
- Második forduló: a kiemelés szerinti hét legjobb helyezéssel rendelkező csapat, valamint az első forduló továbbjutója vett részt. A második forduló a 2016-os OFC-nemzetek kupájának csoportköre is volt egyben. A nyolc csapat két darab négyes csoportot alkotott, amelyben a csapatok körmérkőzéses rendszerben mérkőztek meg egymással. A csoportok első három helyezettje jutott a harmadik fordulóba.
- Harmadik forduló: a második forduló hat továbbjutója vett részt. A csapatokat két csoportba sorsolták, amelyben oda-visszavágós, körmérkőzéses rendszerben mérkőztek meg egymással. A két csoport győztese egy oda-visszavágós mérkőzést játszott, ennek győztese interkontinentális pótselejtezőn vett részt.

A harmadik forduló döntője
| 1. csapat | Össz.Tooltip Aggregate score | 2. csapat        | 1. mérk. | 2. mérk. |
| --------- | ---------------------------- | ---------------- | -------- | -------- |
| Új-Zéland | 8–3                          | Salamon-szigetek | 6–1      | 2–2      |

### Interkontinentális pótselejtezők
Az alábbi négy válogatott játszott pótselejtezőt:
| Konföderáció                | Csapat                                            |
| --------------------------- | ------------------------------------------------- |
| ázsiai 5. helyezett         | Ausztrália                                        |
| észak-amerikai 4. helyezett | [[File:\|22x20px\|border \|alt=\|link=]] Honduras |
| dél-amerikai 5. helyezett   | Peru                                              |
| óceániai csoport győztese   | Új-Zéland                                         |

A párosítások résztvevői oda-visszavágós mérkőzést játszottak egymással. A párosításokban az összesítésben jobbnak bizonyuló egy-egy csapat jutott ki a világbajnokságra.
CONCACAF – AFC
| 1. csapat                                         | Össz.Tooltip Aggregate score | 2. csapat  | 1. mérk. | 2. mérk. |
| ------------------------------------------------- | ---------------------------- | ---------- | -------- | -------- |
| Honduras [[File:\|22x20px\|border \|alt=\|link=]] | 1–3                          | Ausztrália | 0–0      | 1–3      |

OFC – CONMEBOL
| 1. csapat | Össz.Tooltip Aggregate score | 2. csapat | 1. mérk. | 2. mérk. |
| --------- | ---------------------------- | --------- | -------- | -------- |
| Új-Zéland | 0–2                          | Peru      | 0–0      | 0–2      |